# 不足料切手

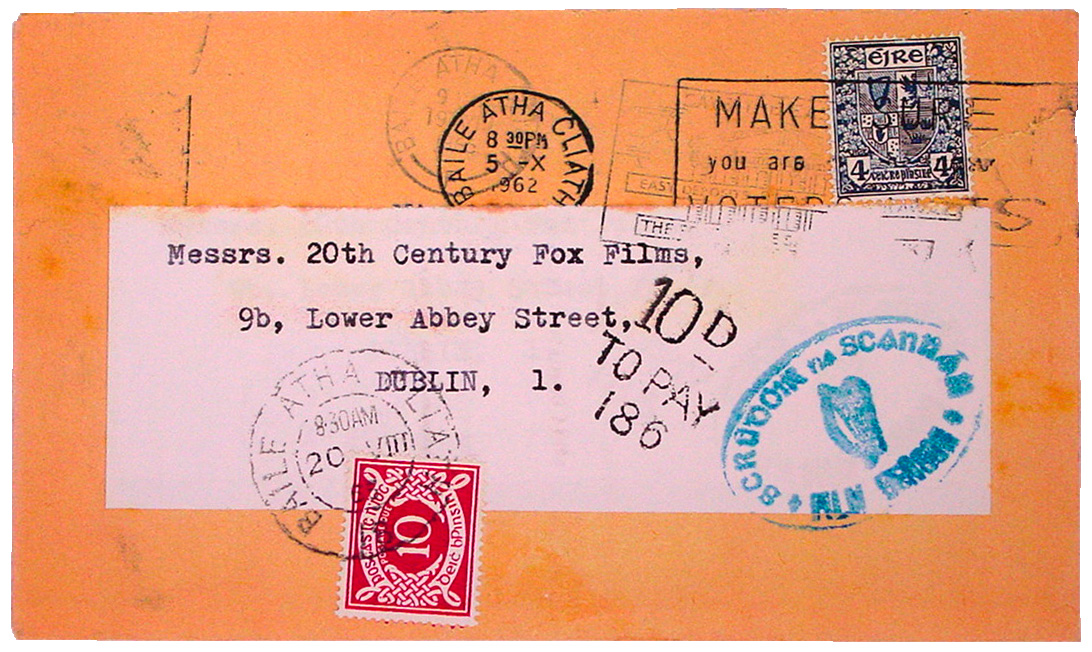
アイルランドの不足料切手の添付カバーの例。この例では10ペンス料金が不足しているとして、10ペンス不足料切手が添付され、10ペンス払えとのスタンプが押されている

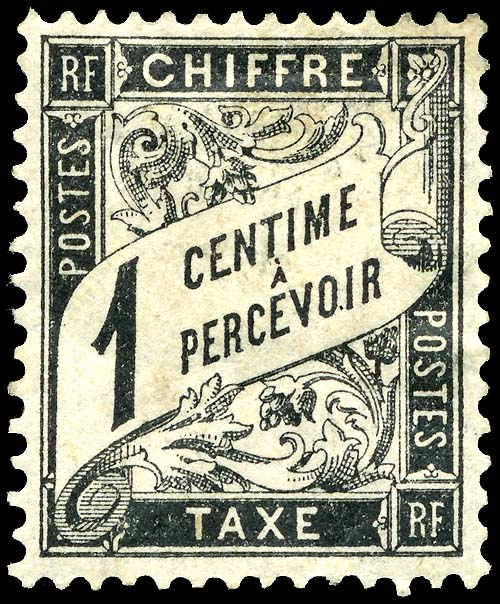
フランスで1882年に発行された不足料切手

不足料切手（ふそくりょうきって、英：Postage Due Stamps ）は、未払いや不足の郵便料金など、郵便局が受取人から徴収するあらゆる金銭の徴収のために発行した切手である。

## 概要
なんらかの理由で、貼付されている切手の額面が規定の料金に満たない場合、郵便局が不足料切手を貼付し、宛名人から不足料金を徴収するために使用されていた。またアメリカでは、不足料切手を郵便物の転送料金の徴収にも利用していた。
世界の多くの国で発行されているが、日本のように一度も発行したことのない国や、既に発行停止した国も存在する。
日本ではこの種の切手は通常切手で代用していたが、諸外国では会計を明確にする必要から、この種の切手を発行している。不足料切手は、もっぱら実用の目的で発行されているため、額面数字を大きく示すなどのスタイルをとっており、国名を省いたものも少なくない。また、切手収集家向けに郵便局が販売する場合もあるが、一般人が不足料切手を貼って郵便物を差し出した場合は当然、宛名人から不足料金を徴収されるため、注意が必要である。

## 日本における不足料扱い
前述のように、日本では不足料金を徴収する為の専用切手は発行されていなかった。そのため、郵便局で不足料金を通知する付箋を添付し、宛名人から徴収していた。かつて料金不足郵便は切手も添付したうえで手数料として実際の不足料金以上を徴収していたが、現在では不足料金のみを現金もしくは切手で徴収している。
なお、料金が不足した郵便物については、受取人がら徴収するか、受け取り拒否した場合は差出人に差し戻される。また、集配郵便局で料金不足が判明した場合には、料金不足を記した付箋をつけて差出人に差し戻される場合がある。